# 東小樽海水浴場
東小樽海水浴場（ひがしおたる かいすいよくじょう）は、日本の北海道小樽市船浜町に設けられた海水浴場である。

## 概要
日本海に開けた石狩湾の奥部に位置し、小樽港南防波堤に隣接する、熊碓川河口の礫浜（石浜）を利用した海水浴場。小樽市街地から最も近い海水浴場であること、水質が良好であることから、小樽市民を中心に人気が高い。
毎年の開設期間は7月中旬から8月下旬まで。

## 年表
- ????年[いつ?]：東小樽海水浴場の開場。

## 位置情報
- 北緯43度10分44.8秒 東経141度02分21.9秒 / 北緯43.179111度 東経141.039417度
- 東小樽海水浴場 - 地理院地図
- 北海道小樽市船浜町（東小樽海水浴場） - Google マップ

## 交通アクセス
鉄道路線
- JR北海道 函館本線を小樽築港駅で下車し、徒歩約20分・タクシーで約5分[1]。バス経由の場合は、小樽築港駅で下車した後、最寄りの「東小樽」停留所までが約5分[2]。

バス路線
- 北海道中央バス、もしくは、ジェイ・アール北海道バスを、「東小樽」停留所で下車して徒歩約10分[2]。

自動車道
- 札樽自動車道を朝里ICで下り、北海道道1号小樽定山渓線（道道1号）、国道5号を小樽市街方面へ約3km[1]。

## 近隣の海水浴場
- （東南東方向） ←　朝里海水浴場（小樽市朝里4丁目）　-　東小樽海水浴場　-　オタモイ海岸（海水浴適地[3]。小樽市オタモイ4丁目[4]）　→ （北北西方向）